# David Farragut
David Glasgow Farragut, ameriški pomorski častnik *  5. julij 1801,  Knoxville, Tennessee, † 14. avgust 1870, Portsmouth, New Hampshire.
Med ameriško državljansko vojno je vodil pomorske sile Unije.